# Хаселт
Вижте пояснителната страница за други значения на Хаселт.
Хаселт (на нидерландски: Hasselt) е град в Североизточна Белгия, административен център на окръг Хаселт и провинция Лимбург. Разположен е на река Хелбек, на 36 km северозападно от Лиеж и на 26 km западно от Маастрихт. Основан е през 7 век и през Средновековието става най-големият град в графство Лоон, което през 1366 година е присъединено към владенията на Лиежката епископия. Населението му днес е около 70 000 души (2006).

## Известни личности
Родени в Хаселт
- Макс Верстапен (р. 1997), състезател във Формула 1
- Вили Клаас (р. 1938), политик

## Побратимени градове
- Детмолд (Германия)
- Итами (Япония)
- Ситард (Нидерландия)
- Маунтин Вю (САЩ)